# Municipio de Newton (Illinois)
El municipio de Newton (en inglés: Newton Township) es un municipio ubicado en el condado de Whiteside en el estado estadounidense de Illinois. En el año 2010 tenía una población de 450 habitantes y una densidad poblacional de 4,84 personas por km².

## Geografía
El municipio de Newton se encuentra ubicado en las coordenadas 41°42′44″N 90°8′50″O / 41.71222, -90.14722. Según la Oficina del Censo de los Estados Unidos, el municipio tiene una superficie total de 93.07 km², de la cual 93,04 km² corresponden a tierra firme y (0,04 %) 0,03 km² es agua.

## Demografía
Según el censo de 2010, había 450 personas residiendo en el municipio de Newton. La densidad de población era de 4,84 hab./km². De los 450 habitantes, el municipio de Newton estaba compuesto por el 96,67 % blancos, el 0,44 % eran amerindios, el 0,89 % eran asiáticos, el 0,22 % eran de otras razas y el 1,78 % eran de una mezcla de razas. Del total de la población el 2,44 % eran hispanos o latinos de cualquier raza.